# Burni bitoraj - Vrh Bitoraj
Burni bitoraj - Vrh Bitoraj är ett berg i Kroatien.   Det ligger i länet Gorski kotar, i den centrala delen av landet, 110 km sydväst om huvudstaden Zagreb. Toppen på Burni bitoraj - Vrh Bitoraj är 1 386 meter över havet, eller 237 meter över den omgivande terrängen. Bredden vid basen är 3,8 km.
Terrängen runt Burni bitoraj - Vrh Bitoraj är huvudsakligen kuperad. Runt Burni bitoraj - Vrh Bitoraj är det ganska glesbefolkat, med 29 invånare per kvadratkilometer. Närmaste större samhälle är Delnice, 12,0 km norr om Burni bitoraj - Vrh Bitoraj. I omgivningarna runt Burni bitoraj - Vrh Bitoraj växer i huvudsak blandskog.